# Salão Náutico de Paris
O Salão Náutico de Paris é a feira de referência para o mercado francês do iatismo. Fundado no final dos anos 50, tem lugar no início de Dezembro na Porte de Versailles em Paris.
No decorrer da sua história o salão foi o local escolhido para apresentar várias novidades, tais como o Vaurien ou o arpège, regatas em torno do mundo, etc.
Para além da vela e da motonáutica, estão presentes operadores turísticos, instituições, o surf, o windsurf, etc.
Uma vez que a França é um dos maiores mercados mundiais, e potência, do iatismo, este salão tem uma enorme importância comercial que vai para além das fronteiras francesas.